# Forest Whitaker
Forest Steven Whitaker (født 15. juli 1961 i Longview i Texas, USA) er en Oscar-belønnet amerikansk skuespiller og filminstruktør. For sin rolle som diktatoren Idi Amin i filmen The Last King of Scotland er Forest Whitaker blevet belønnet med en Oscar for "bedste mandlige hovedrolle" under Oscaruddelingen 2007, samt den britiske BAFTA-pris og en Golden Globe. I 2006 gæstede han den prisbelønnede amerikanske politi-drama-serie The Shield, som fik ham nomineret til en Satellite Award. Han er også kendt i filmen Smoke, som Cole.

## Udvalgt filmografi

### Film
- Platoon (1986)
- Good Morning, Vietnam (1987)
- Bloodsport (1988)
- The Crying Game (1992)
- Smoke (1995)
- Phenomenon (1996)
- Ghost Dog: The Way of the Samurai (1999)
- Panic Room (2002)
- Phone Booth (2003)
- The Last King of Scotland (2006)
- The Air I Breathe (2007)
- The Great Debaters (2007)
- Vantage Point (2008)
- Villy Vilddyr - og landet med de vilde krabater (2009)
- The Butler (2013)
- Arrival (2016)
- Black panther (2018)
- Respect (2021)

### Tv-serier
- North and South, book 1 (1985)
- North and South, book 2 (1986)
- The Shield (2006-2007, TV-serie)

## Privatliv
Forest Whitaker lider af Ptosis palpebrae, som er en medfødt (kommer normalt med alderen) øjensygdom, der gør at musklen i øjet ikke har kraft nok til løfte øjenlåget. 